# Réfugiés de la Première Guerre mondiale
La Première Guerre mondiale a engendré des déplacements de population d’une ampleur sans précédent, de plus de 12 000 000 de civils, cependant dépassée par ceux de la Seconde Guerre mondiale qui atteignirent 60 000 000.
Le directeur du bureau des affaires civiles de la Croix Rouge écrivit à la fin de la guerre qu’ :« il y avait partout des réfugiés. Comme si le monde entier devait se déplacer ou attendait de le faire ».
Pourtant l’image de la Première Guerre mondiale est principalement celle, statique, des tranchées et les réfugiés ont longtemps fait partie des oubliés de la Grande Guerre .

## À l’Ouest

### Importance

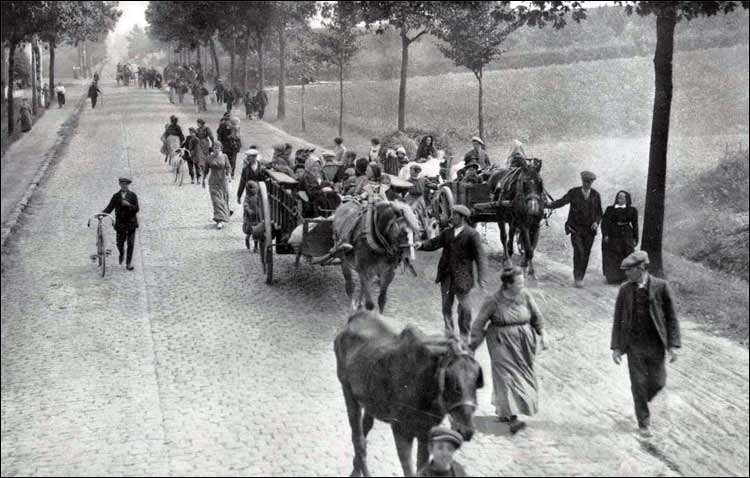
Réfugiés belges sur les routes en 1914

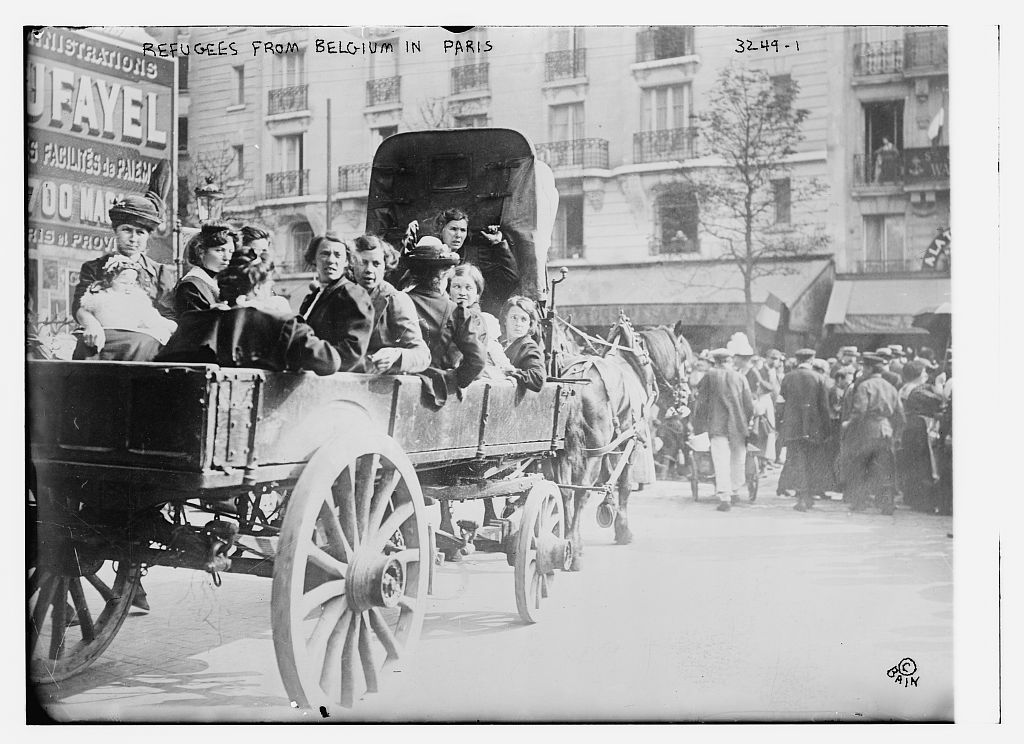
Refugiés belges arrivant à Paris en 1914

La panique qui s’empare de la population lors de l’invasion de l’armée allemande d’août 1914 fait fuir plus de 1 000 000 Belges : 500 000 aux Pays-Bas, 320 000 au Royaume Uni et en France. Les estimations du nombre d’exilés belges sont cependant très divergentes.
Les réfugiés belges sont suivis par ceux de régions du Nord et de l’Est de la France (Ardennes, Meuse, Meurthe-et-Moselle, Marne, Aisne, Somme, Nord, Pas-de-Calais et Oise). On estime, par exemple, que de 80 000 à 120 000 habitants de la Meuse et de la Meurthe-et-Moselle sont partis vers le sud. Dans cet exode précipité comme celui de juin 1940, les convois de piétons, de charrettes attelées ou poussées à bras, encombrent les routes et sont mêlés aux troupes françaises qui les refoulent.
Dans ce désordre, des familles se dispersent : des enfants perdent leurs parents.
Cette fuite importante n'a cependant pas l'ampleur de celle de la Seconde Guerre mondiale qui vida en juin 1940 les grandes villes du Nord de la majorité de leurs habitants. En effet, le nombre total de réfugiés en France est évalué à 150 000 à la fin du mois d'août 1914, à un peu plus de 500 000 au 1er janvier 1915 , à comparer avec la dizaine de millions de Français et de Belges qui errent sur les routes de l'Ouest et Sud de la France au début de l'été 1940.
Par ailleurs, des places fortes (de Toul, de Longwy, de Verdun, Épinal et de Belfort) sont évacuées dès août 1914 par ordre de l’autorité militaire française.
Le nombre de réfugiés a varié au cours de la guerre. La plupart des réfugiés belges aux Pays-Bas sont revenus à leur domicile au début de 1915 à la suite de pressions exercées pour leur retour.
En Grande-Bretagne, leur nombre décroît puis se stabilise à 170 000 du début de 1917 à la fin de la guerre.
En France, sauf une période de stabilisation en 1917, leur nombre a constamment augmenté, les retours derrière la ligne de front étant impossibles, passant de 500 000 début 1915 à 1 000 000 en décembre 1916 puis reprenant une forte croissance de février à juillet 1918 à la suite de l'avancée allemande pour atteindre 1 850 000 en septembre.
Un recensement a été fait en septembre 1918 sur les réfugiés en France par département d’origine : Nord 311 000 soit 16 % de la population d’avant la guerre, Pas-de-Calais 321 000, Somme 173 000, Aisne 163 000 représentant de 30 à 33 % de la population de ces 3 départements.
La dernière vague, temporaire mais dramatique, est liée au reflux de l’armée allemande en octobre 1918 où les occupants ont voulu vider les villes de leurs habitants et détruire les dernières infrastructures en place, ponts, usines et mines. Les habitants chassés de leur domicile ont été contraints de se réfugier dans les bâtiments encore debout. « Le réfugié est la première figure de la guerre et la dernière » .

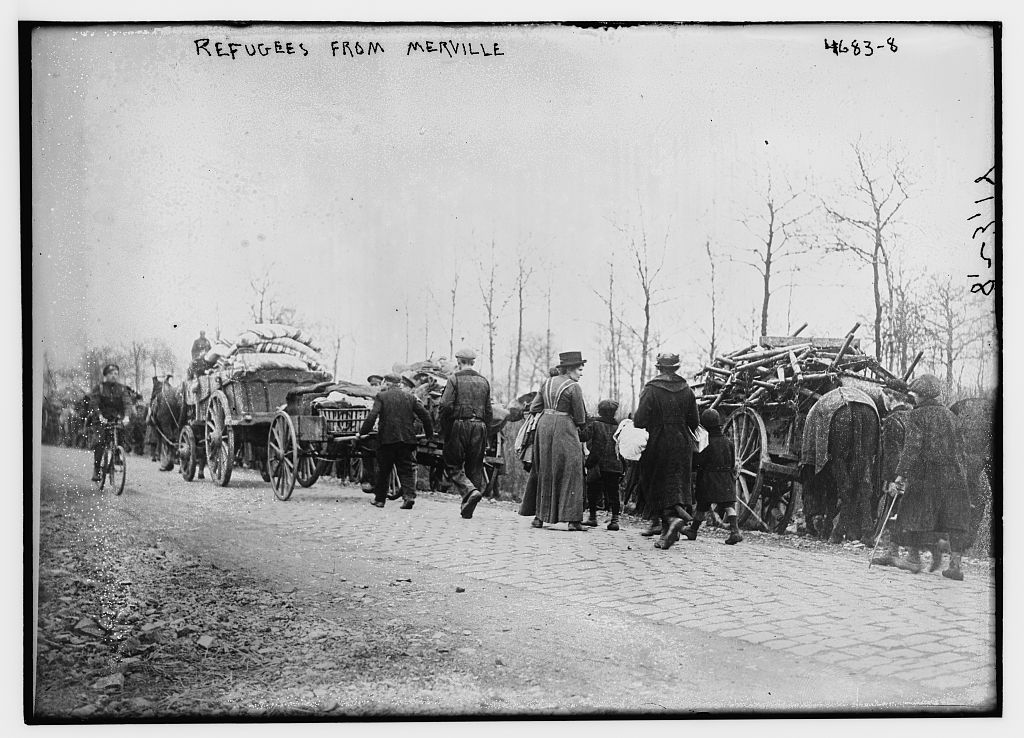
Réfugiés français de Merville.

Les réfugiés en France comprennent 3 catégories :
- Les réfugiés partis d’eux-mêmes pour fuir l’invasion ou les bombardements.
- Les évacués : à ceux des zones les plus exposées dès août 1914 se sont ajoutés les habitants des zones libérées par le repli allemand sur la ligne Hindenburg au printemps 1917, par les victoires des alliés à l’automne 1917 et à l’automne 1918, dirigés vers l’intérieur.
- Les rapatriés des régions envahies par les autorités allemandes : environ 500 000.

.
Environ 500 000 Belges sont à l’étranger à la fin de la guerre dont 325 000 en France et 162 000 en Grande-Bretagne.
En sens inverse, des habitants des régions du Nord de la France sont déplacées en Belgique en 1917 et 1918 par les autorités allemandes lors des mouvements du front. 250 000 Français auraient été réfugiés en Belgique au second trimestre 1918.

### L’accueil des réfugiés
Rien n’avait été prévu à l’entrée en guerre mais, dès l’arrivée des premiers réfugiés, des secours leur sont accordés. La loi du 5 août 1914 attribue à l’autorité militaire le droit de pourvoir par voie de réquisition au logement, à la nourriture, au chauffage et aux soins médicaux aux personnes évacuées sans ressources. Une circulaire du Ministère de l’Intérieur du 1er décembre 1914 fixe le principe de l’aide aux réfugiés et crée une allocation de 1,25 F par adulte, 50 centimes par enfant, qui bénéficie également aux réfugiés français et belges, d’un montant égal à celui de l’allocation aux femmes de mobilisés.
Une administration des réfugiés est créée sous la responsabilité du ministère de l’Intérieur, et donc des préfets, avec des contrôleurs des réfugiés chargés notamment des conditions de logement.
Outre l’État, les collectivités et de nombreuses associations leur viennent en aide, telles le comité belge de secours aux réfugiés, l’Œuvre du secours de guerre qui ouvre des refuges, le foyer franco-belge auquel participe l’écrivain André Gide et des comités constitués par départements d’origine, .
Alors que l’État est un acteur majeur en France, les réfugiés belges en Grande-Bretagne bénéficient principalement de l’aide privée d’associations philanthropiques. Le plus puissant de ces organismes est le War Refugees Commitee créé en août 1914 qui bénéficie ensuite de subventions publiques.

### Les relations avec les populations
Après une certaine compassion au début, les réfugiés, sont ensuite fréquemment considérés avec froideur, voire hostilité, suspectés de lâcheté, parfois qualifiés de « boches du Nord ». On leur reproche leur paresse, de vivre de leur allocation sans travailler ce qui est généralement le cas au début d’une guerre estimée courte mais plus par la suite. D’après une enquête du Ministère du Travail 81 % des hommes réfugiés travaillent en 1917, la plupart des inactifs ayant une incapacité physique.
Les autorités s’efforcent de les disperser sur l’ensemble du territoire pour éviter une trop forte concentration démographique dans les départements proches du front. Les réfugiés sont ainsi mêlés à des populations ayant d’autres manières de vivre, des habitudes culinaires, des modes d’expression différents (beaucoup de français parlent patois en 1914) d’où des incompréhensions.
Cependant, les pouvoirs publics ont constamment soutenu les réfugiés : des procès ont été intentés à des personnes ayant injurié des réfugiés en traitant de « boches du Nord ».
Les réfugiés belges en Grande-Bretagne se heurtent à une incompréhension comparable de la part des populations locales et à une hostilité plus nette aux Pays-Bas, pays neutre où la solidarité ne s’impose pas comme en France ou au Royaume Uni.
Dans ce pays, le départ des réfugiés est fortement encouragé, retour au pays ou transfert en Angleterre. Les Pays-Bas est le seul pays où des réfugiés sont internés dans des camps de concentration au cours de la Grande Guerre .

### Déplacements divers
D’autres mouvements massifs de population se sont produits à l’intérieur de la France au cours de la guerre. Plus de 500 000 parisiens ont quitté la capitale en septembre 1914 lors de l’approche de l’armée allemande et de l’exil du gouvernement à Bordeaux s’ajoutant au flot des réfugiés de Belgique et des départements du Nord et de l’Est. La plupart sont revenus par la suite mais un autre exode de parisiens s’est produit au printemps 1918 à la suite des bombardements de zeppelins et d’avions et surtout des obus tirés par la Grosse Bertha qui causent un émoi particulier. Les trains vers les régions du Sud sont bondés jusqu’en juin.

### Le retour
Le rapatriement des soldats et des prisonniers étant prioritaire, celui des réfugiés ne fut pas organisé et la plupart rentrèrent par leurs propres moyens.
La majorité des réfugiés belges aux Pays-Bas est revenue dès février 1919 en raison des mauvaises relations entre les deux pays à ce moment. Le retour des réfugiés belges en Grande-Bretagne et en France fut assez rapide de novembre 1918 au printemps 1919.
Celui des réfugiés français commença dès le reflux des armées allemandes en juillet 1918 et s’amplifia en 1919. La majorité était revenue début 1920, l’allocation fut supprimée le 1er mai 1921 et le service des réfugiés du Ministère de l’Intérieur fin 1922.
Les réfugiés retrouvent une région dévastée et des tensions se produisent avec ceux qui sont restés au pays, les exilés reprochant à ceux-ci leurs compromissions avec les Allemands. Ceux qui ont vécu l’occupation estiment que les exilés ne peuvent comprendre leurs privations.

## Sur le front oriental
Les déplacements les plus massifs se produisent en Europe centrale et orientale.
Cette importance a principalement son origine dans la dispersion de minorités ethniques sur le territoire des Empires russe, allemand, austro-hongrois et ottoman. Ainsi, les Polonais étaient répartis entre la Russie, l’Allemagne et l’Autriche-Hongrie, les Juifs dispersés dans l’ensemble de l’Europe centrale et orientale, les Arméniens sujets du tsar et de l’Empire ottoman. Les Ukrainiens de l’Empire russe souhaitaient leur autonomie ou l’indépendance.
La loyauté de minorités dans ces empires multi-ethniques envers leurs gouvernements fut mise en doute pour certains dès le début de la guerre et s’affaiblit par la suite. La guerre apparut à ces minorités dispersées comme l’occasion de se regrouper ce qui aboutit à la fin du conflit à la désintégration de l’Autriche-Hongrie et à la création de nouveaux États : Pologne, Tchécoslovaquie, États baltes, Yougoslavie, et Ukraine (éphémère et ravagée de 1918 à 1920 par la guerre civile).
Le caractère de guerre de mouvement du front oriental, contrairement au front occidental statique, est également une cause de ces vastes mouvements de population.
870 000 civils allemands de province de Prusse-Orientale fuient vers l’ouest devant l’avancée de l’armée russe en 1914. Fin 1914, environ 80 000 habitants de Berlin sont originaires de Prusse Orientale.

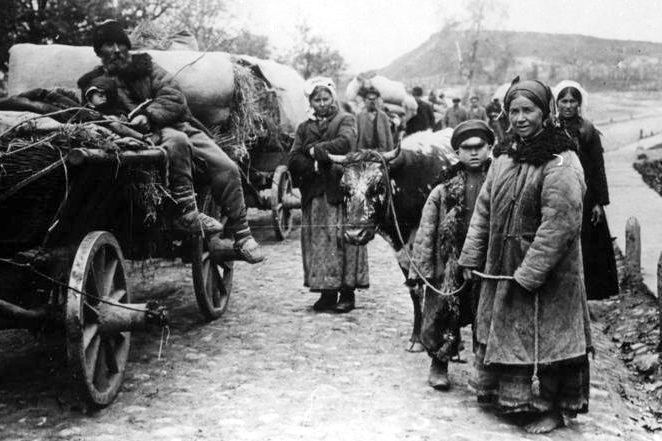
Exode de paysans russes.

Les mouvements les plus importants se produisent en Russie. Après les déplacements forcés, au début de la guerre, de 600 000 Juifs et de minorités supposées hostiles, Allemands et Tziganes, les déplacements atteignent 3 000 000 à l’été 1915 et jusqu'à 7 000 000 en novembre 1917.
Ces déplacements étaient causés par la peur des exactions de l’armée ennemie, d’autres étaient des éloignements imposés par l’état-major russe, les règlements permettant aux autorités militaires de prendre le contrôle du théâtre des opérations.
Lors de la retraite de l’été 1915 de Galicie, de la Pologne et des régions baltes de l'Empire russe (territoires des États de Pologne, d'Estonie, de Lituanie et de Lettonie créés après la fin du conflit), l’état-major de l’armée russe applique une politique de terre brûlée, rasant des villages entiers. Ainsi, le général Kourlov décide d’évacuer la ville de Riga livrée aux pilleurs .
En Autriche-Hongrie, des minorités furent également contraintes au départ de leur foyer.
Des juifs de Galicie qui se réfugièrent à l’intérieur de l’Autriche par crainte du pouvoir russe subirent l’antisémitisme des Viennois.
En Russie, il fut difficile de trouver des hébergements pour les réfugiés logés dans des locaux très divers, gares, écoles, casernes désaffectées, monastères, prisons. Des secours étaient fournis les autorités provinciales, des comités diocésains mais leur situation restait très précaire, beaucoup étaient atteints de maladies infectieuses. La plupart se concentrèrent dans les villes où, dans les plus grandes, ils constituaient plus d’un dixième de la population, jusqu'à 25 % à Ekaterinoslav, 30 % à Samara. L’afflux des réfugiés fut vécu comme une catastrophe nationale, « l’invasion d’une nuée de sauterelles ».
À partir de 1918, la guerre civile russe gêna le rapatriement des réfugiés vers leurs foyers, comme d’ailleurs celui des prisonniers de guerre, et entraîna d’autres mouvements de population.
400 000 civils quittèrent la Russie pour le territoire sous occupation allemande entre mai et novembre 1918, 1 270 000 Polonais passèrent de Russie en Pologne.
En Ukraine, dans les pays baltes, des territoires changèrent plusieurs fois de mains en 1918 et 1919, ce qui amena des exodes pour échapper à la terreur exercée successivement par les différents belligérants, allemands, russes blancs, bolcheviks, anarchistes.

## Autres mouvements de population
En Autriche le nombre de réfugiés de Bosnie-Herzégovine, de Galicie, de Bucovine, du Trentin de 500 000 au milieu de l’année 1915 a au moins triplé en 1918.
La défaite de Caporetto provoqua un afflux de 500 000 civils et d’un million de soldats dans les grandes villes du nord de l’Italie.
250 000 Arméniens fuyant les massacres des Turcs se réfugièrent en Arménie russe dont 105 000 à Erevan, ville peuplée de 30 000 en 1914.
L’invasion d’une grande partie de la Serbie par les armées allemandes et austro-hongroise poussa 500 000 civils à se replier en direction de l’Adriatique.

## Après la guerre
La création de nouveaux États, les déplacements de frontières, les bouleversements politiques qui ont suivi la guerre ont encore entraîné des mouvements de populations : échanges entre la Grèce et la Turquie approuvée par la conférence de Lausanne de 1922, arrivée de Russes blancs, d’Arméniens dans les pays d’Europe occidentale, départ d’Allemands de territoires du Reich intégrés au nouvel État polonais.

## L’image du réfugié
Les récits de réfugiés sont rares. Être ainsi qualifié était perçu comme dégradant.
Le sentiment de dépossession est ainsi résumé par un réfugié belge : « On était toujours le réfugié […] C’était comme une sorte de sobriquet. On n’est plus rien, on est ruiné […] Nous n’étions plus personne ».
Après la guerre, les gouvernements ont jeté un voile sur ces déplacements qui auraient présenté leur action sous un jour défavorable. Cette expérience est peu inscrite dans les récits nationaux.
Jusqu’à une date récente, les historiens se sont peu intéressés aux réfugiés qui font partie des « oubliés de la Grande Guerre » (la bibliographie sur le sujet date pour l'essentiel des années 2004 à 2014).
L’histoire des déplacements de population au cours de la Grande Guerre reste largement un domaine à explorer.

### Ouvrages généraux
: document utilisé comme source pour la rédaction de cet article.
- Éric Alary, La Grande Guerre des civils : 1914-1919, Paris, Perrin, 2013, 455 p. (ISBN 978-2-262-03250-0)
- Annette Becker, Les cicatrices rouges, Paris, Fayard, 2010, 455 p. (ISBN 978-2-262-03250-0)
- Philippe Nivet, Les réfugiés de la Grande Guerre. Les boches du Nord, Paris, Economica, 2004, 598 p. (ISBN 2-7178-4813-4)
- Dictionnaire de la Grande Guerre 1914 1918. Sous la direction de François Cochet et Rémy Porte. Article Populations déplacées pages 381 à 385, Paris, Encyclopedia Universalis, 2005, 1120 p. (ISBN 978-2-221-10722-5)
- Inventaire de la Grande Guerre. Article Prisonniers de guerre pages 846 à 849, Paris, Robert Laffont, 2008, 606 p. (ISBN 978-2-85229-411-0 et 2-85229-411-7)
- Peter Gatrell, Philippe Nivet et Jay Winter (dir.) (trad. de l'anglais), La Première Guerre mondiale, vol. III, Paris, Fayard, 2014, 860 p. (ISBN 978-2-213-67895-5), chap. VIII (« Les réfugiés et les exilés »), p. 209-240.
- Alexandre Sumpf, La grande guerre oubliée : Russie 1914-1918, Paris, Perrin, 2014, 527 p. (ISBN 978-2-262-04045-1)

### Les réfugiés à l'échelle locale

#### France

##### Départements de l'arrière

###### Occitanie, Lozère (48)
- BOULET Lucie, Les réfugiés français, belges et serbes de la Première Guerre mondiale en milieu rural : l'exemple de la Lozère (1914-1922), mémoire de master II en Histoire contemporaine sous la direction de MM. BEAUPRÉ Nicolas et LE BRAS Stéphane, université Clermont-Auvergne, 2018, 131 p. - Conservé aux Archives départementales de la Lozère (cote DELTA 5623).